# Turião

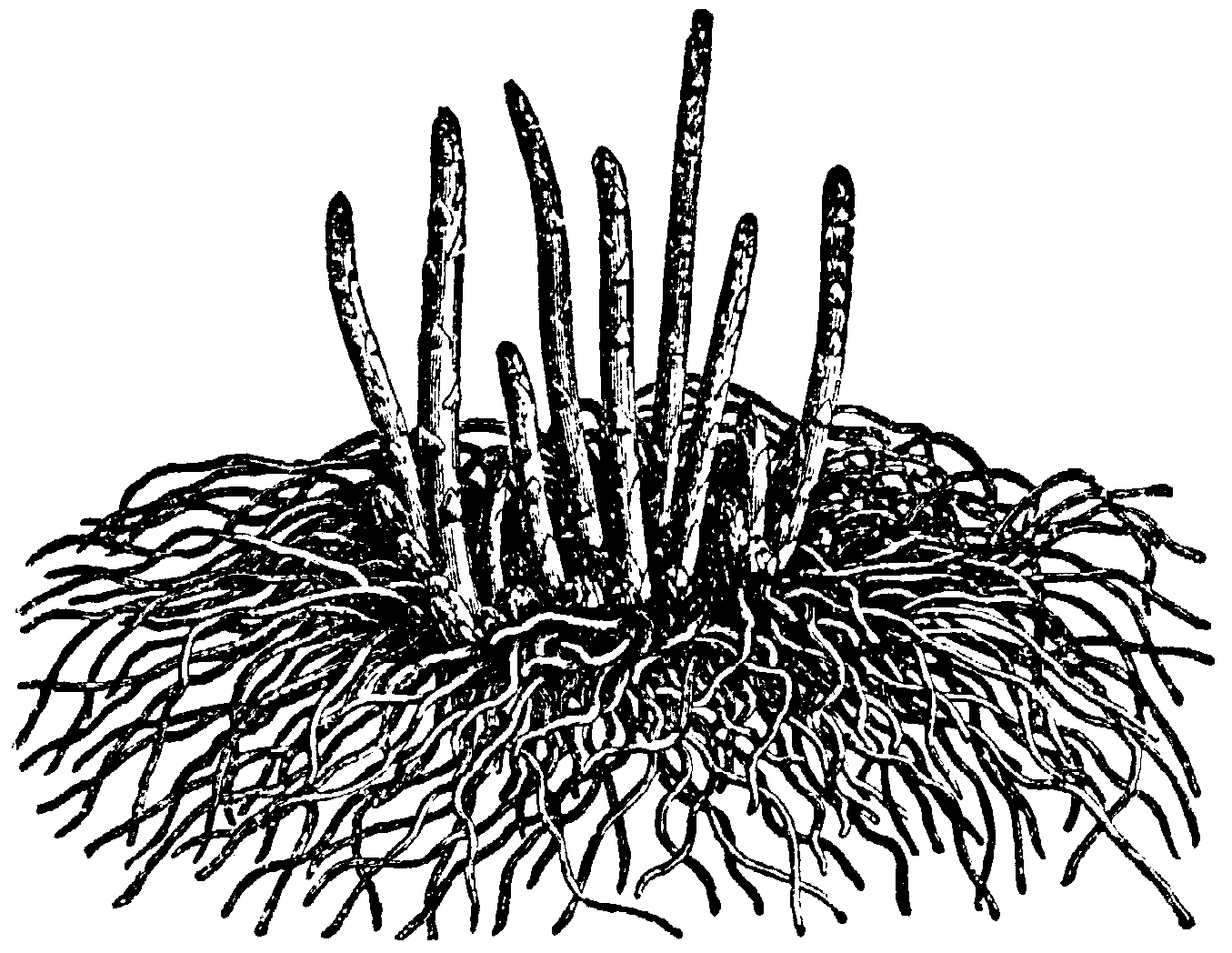
Nos espargos o crescimento faz-se a partir de turiões.

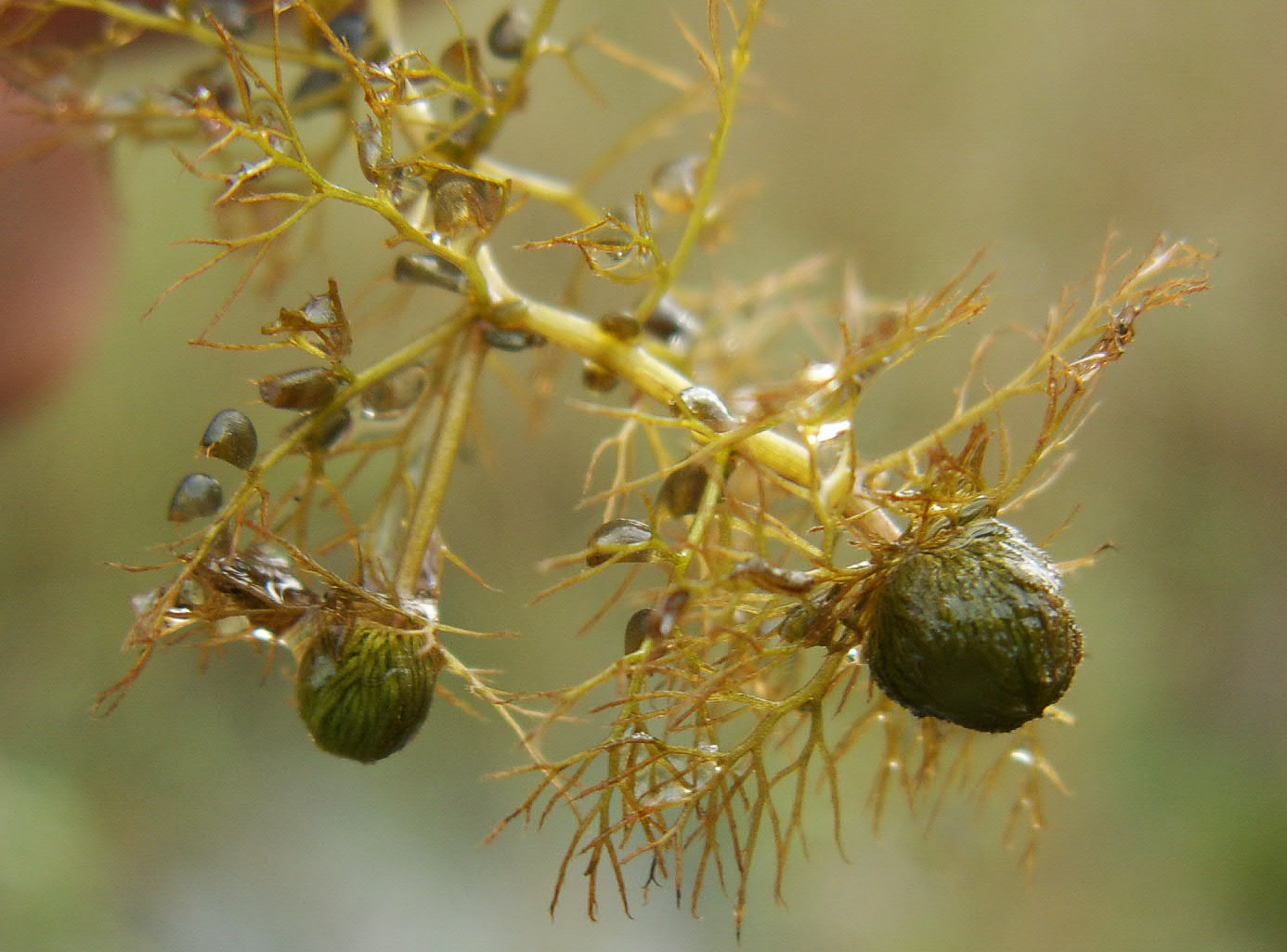
Turiões de Utricularia vulgaris

Turião (do latim turio, turiōne-; «rebento», «gomo») é um tipo de rebento, geralmente subterrâneo ou subaquático, terminado num gomo que é capaz de crescer e produzir uma planta completa.

## Descrição
Em muitos casos, o turião origina-se a partir de um gomo subterrâneo, produzindo um caule ou, quando lenhoso, uma vara simples, só munido de folhas, cujo desenvolvimento se verifica na primavera. Um exemplo típico de turião são os espargos.
Algumas espécies de plantas aquáticas produzem turiões para hibernação, especialmente no géneros Potamogeton, Myriophyllum, Aldrovanda e Utricularia. Estas plantas produzem turiões em resposta a condições ambientais desfavoráveis, tais como a redução do fotoperíodo ou a queda da temperatura do ar.

## Galeria

Exemplos de turiões
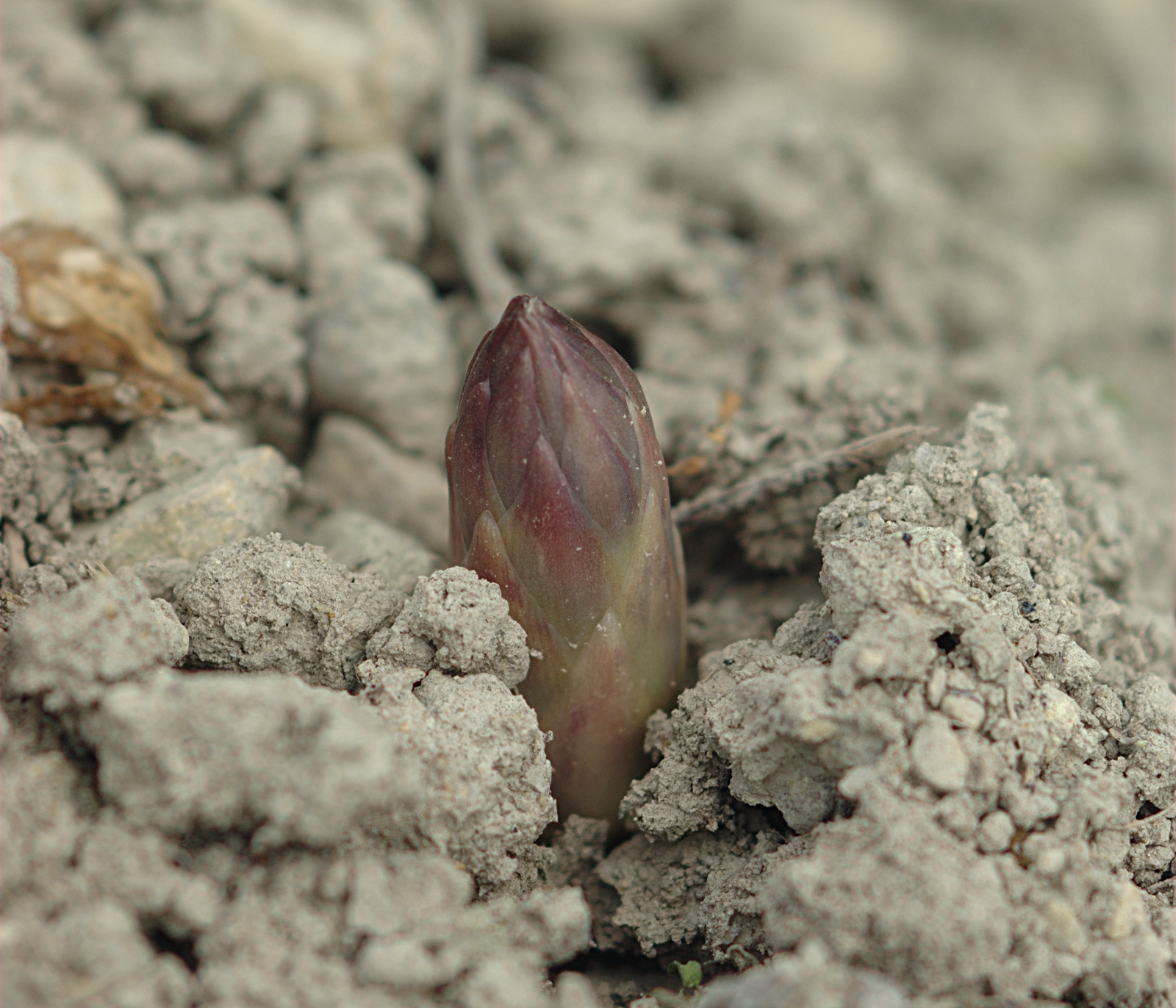
Ponta de espargo
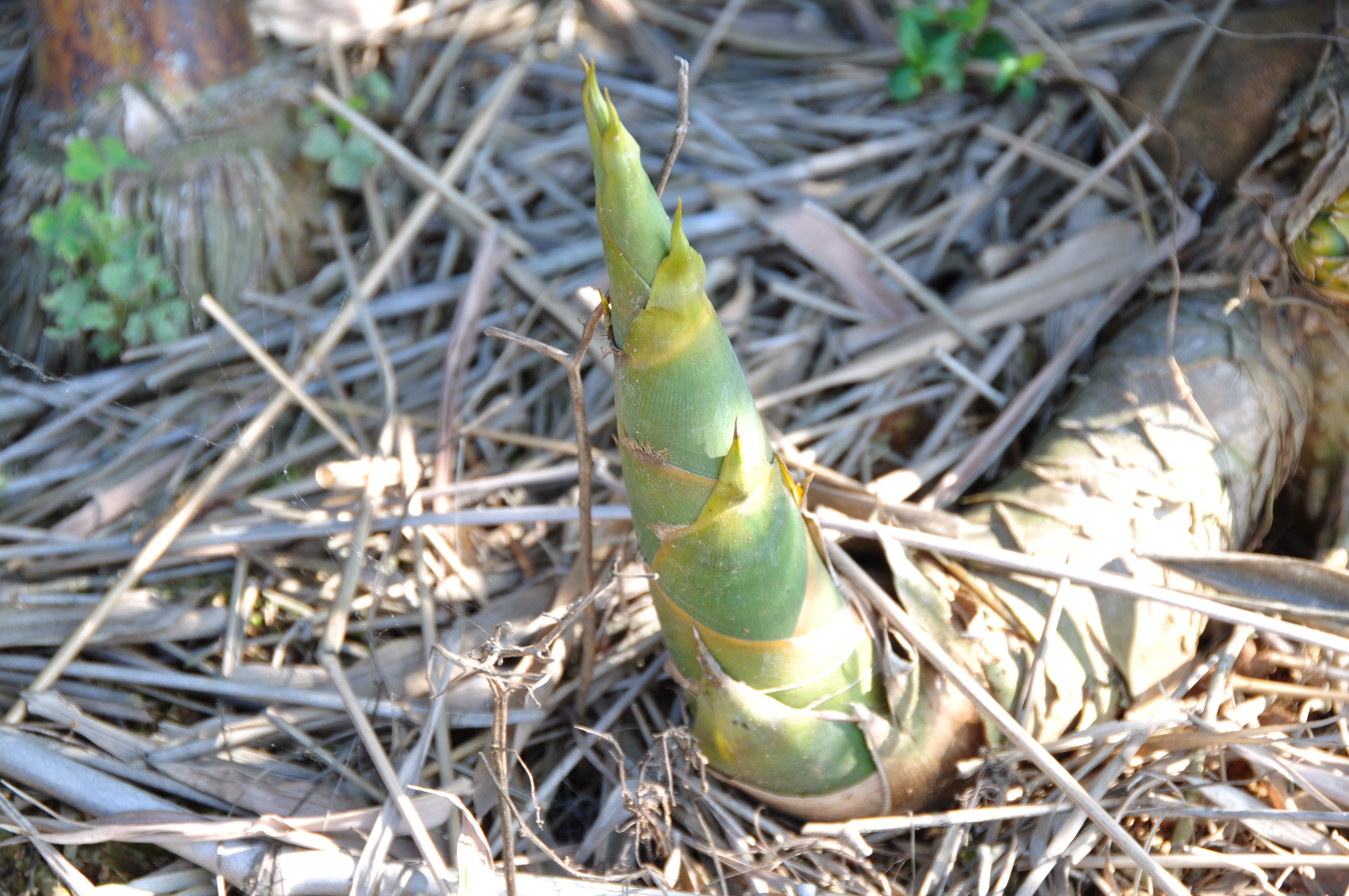
Rebento de bambu
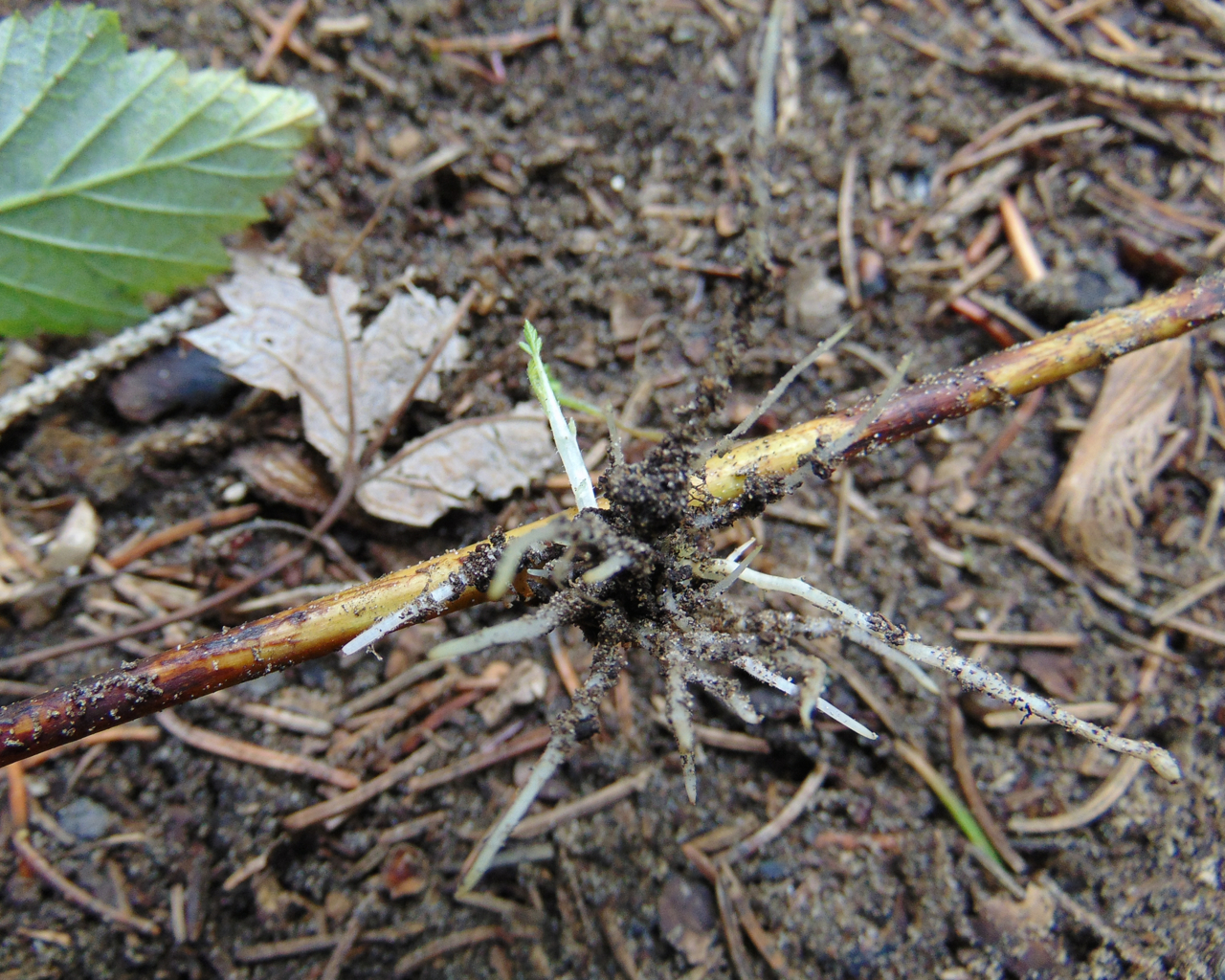
Turião sobre um estolho de Rubus
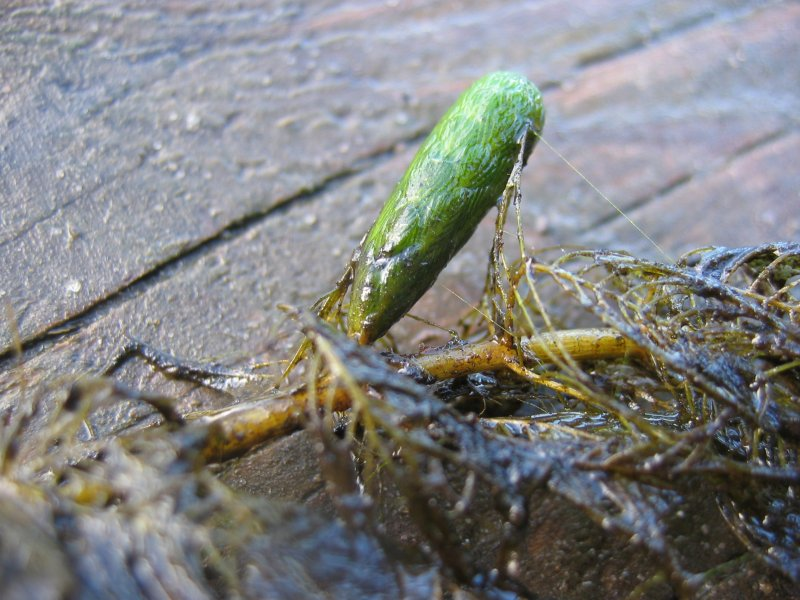
Turião de uma planta aquática (Myriophyllum verticillatum)

## Links
- Sculthorpe, C. D. 1967. The Biology of Aquatic Vascular Plants. Reprinted 1985 Edward Arnold, by London. p. 346-364.
- Turion Overwintering Of Aquatic Carnivorous Plants, International Carnivorous Plant Society, Science Newsletter, June 1999 - Lubomír Adamec, Academy of Sciences of the Czech Republic, Institute of Botany.